# Georg Buchholtz d. J.
Georg Buchholtz d. J. (* 3. November 1688 in Kesmark, Königreich Ungarn; † 3. August 1737 ebenda) war ein Schriftsteller, Naturforscher und Pädagoge.

## Leben
Georg Buchholtz wurde als Sohn des evangelisch-lutherischen Pfarrers Georg Buchholtz d. Ä. und dessen Ehefrau Susanna geb. Stefani am 3. November 1688 in Kesmark geboren. Georg hatte vier Geschwister: Judith (1686–1696), Maria (1687–1710), Johann (1692–1698) und Jakob (1696–1758). Im Jahre 1700 schickten ihn seine Eltern nach Vilmány um die ungarische Sprache zu erlernen.
Seine Schulzeit absolvierte Georg Buchholtz in Rosenau und seiner Vaterstadt Kesmark. Danach begann er im Jahre 1709 ein Universitätsstudium an der Universität in Danzig. Nachdem die Pest dort ausgebrochen war, ging er an die Universität nach Greifswald; im Jahre 1710 schrieb er seine Dissertation über die „Konjunktion der Sonne mit dem Merkur“ die er bei Professor Jeremias Papke auch verteidigte. Seine Studien setzte er an den Universitäten von Leipzig und Wittemberg fort.
Nach seiner Rückkehr in die Heimat (1721) wurde er Leiter der Artikularschule in Nagy-Palugya (slow. Paludza) in der Nähe von Liptau Sankt Nikolaus, wo er die Liptauer Alpen und die Tropfsteinhöhle von Demänova erforschte und genau beschrieb.
Mit Schreiben vom 26. Februar 1723 wurde Georg Buchholtz zum Rektor aller evangelischen Schulen von Kesmark berufen. Neben seiner Tätigkeit als Schulrektor, die er bis zu seinem Tode ausübte, widmete er sich der Erforschung des Gebirges der Hohen Tatra. Er forschte über die Historie des Grünen Sees. Der Grüne See gehörte bereits seit 1269 in die Gemarkung der Stadt Kesmark. Beata Łaska unternahm bereits 1565 einen der ersten Begehungen zu diesen historischen See. Georg Buchholtz ist auch der erste bekannte Autor eines Panoramabildes der Hohen Tatra von Großlomnitz aus gesehen. Es handelt siech um eine Bleistiftzeichnung mit detaillierten Legende aus dem Jahre 1717. Buchholtz sammelte auch mehrere Tausend von Gesteinen und Mineralien und unternahm zahlreiche Lehrwanderungen mit seinen Schülern ins Tatar Gebirge.
Buchholtz unterhielt auch intensiven Kontakt zu den Theologen und Historiker Matthias Bel, der Buchholtz Erkenntnisse in seinem Werk Hungariae antiqvae et novae prodromus ('Bote des alten und neuen Ungarn') - das im Jahre 1723 erstmals in Nürnberg erschien - verarbeitete. Buchholtz beschäftigte sich auch mit Astronomie und Himmelsbeobachtung. In den Breslauer Annalen, einem Periodikum der Breslauer Akademie der Wissenschaften veröffentlichte er über fünfzig Artikel und Abhandlungen. Er war auch auf dem Gebiet der Literatur tätig, er schrieb zahlreiche Gedichte und selbst Theaterstücke, die von seinen Studenten aufgeführt wurden.
Georg Buchholtz starb am 3. August 1737 in Kesmark. Seine Grabstätte ist unbekannt. Es wird jedoch angenommen, dass er in der Krypta der Kesmarker evangelischen Holzkirche bestattet wurde.

### Nachkommen
Georg Buchholtz war mit Elisabeth, geb. Plathy verheiratet. Aus der Ehe ging der Sohn Paul hervor.

### Nachwelt
Der Ungarische Karpathenverein benannte Georg Buchholtz d. J. zu Ehren die 'Räuber Seen' (slow. 'Zbojnícké plesá') in der Hohen Tatra als 'Buchholtz-Seen'. Nach der Gründung der Tschechoslowakei  im Jahre 1918 wurde dieser Name jedoch gestrichen und geriet in Vergessenheit. Der Name von Buchholtz d. J. befindet sich in der Liste bedeutender Persönlichkeiten der UNESCO.

## Werke und Veröffentlichungen (Auswahl)
- 1717: Ansicht auf die Tatra von der Seite von Lomnitz unweit Kesmark.
- 1725: Relation von der karpathischen Reise so der Herr George Buchholtz in Kesmark anno 1724 verrichtete, besonders vom Grünen See. - Annales physico-medicorum oder Geschichte der Natur und Kunst, Breslau
- 1726: Relation vom Goldwerk zu Jaroba in der Zolomer Gespanschaft.
- 1726: Dreitagige karpathische Gebürgsreise - Annales physico-medicorum oder Geschichte der Natur und Kunst, Breslau